# Соединительная линия
Соединительная линия, транк — комплекс технических средств, включающих в себя:
- часть станционного оборудования оператора присоединяемой сети электросвязи:
  - групповое оборудование АТС и аппаратура систем передачи в части, относящейся к соединительной линии;
- физическую линию по всей протяженности от оператора присоединяемой сети электросвязи до оператора присоединяющей сети электросвязи.

В телефонии транком как правило называют один поток E1, а объединение потоков для повышения пропускной способности в свою очередь называется транковой группой.